# Кругловка (Гвардійський міський округ)
Кругловка (рос. Кругловка) — селище Гвардійського міського округу, Калінінградської області Росії. Входить до складу Славинського сільського поселення.
Населення — 148 осіб (2015 рік).

## Населення
| 2002 | 2010 |
| ---- | ---- |
| 36   | ↗148 |